# Andrott
Andrott – miasto w północno-zachodnich Indiach, w terytorium związkowym Lakszadiwy. Położone na wyspie o tej samej nazwie. Według danych szacunkowych na rok 2011 liczyło 11 191 mieszkańców.